# Huperzia affinis
Huperzia affinis là một loài thực vật có mạch trong Họ Thạch tùng. Loài này được Trevis. mô tả khoa học đầu tiên năm 1874.